# (2973) Paola
(2973) Paola (1951 AJ) – planetoida z pasa głównego asteroid okrążająca Słońce w ciągu 3,89 lat w średniej odległości 2,47 j.a. Odkryta 10 stycznia 1951 roku.